# Josie Johnson
Josie Johnson (3 ottobre 2006) è una saltatrice con gli sci statunitense.

## Biografia
Attiva dall'agosto del 2021, Josie Johnson ha esordito in Coppa del Mondo il 15 gennaio 2023 a Zaō (36ª) e ai Campionati mondiali a Planica 2023, dove si è classificata 10ª nella gara a squadre; ai Mondiali juniores di Schilpario/Lake Placid 2025 ha vinto la medaglia d'argento nella gara a squadre mista e ai successivi Mondiali di Trondheim 2025 si è piazzata 35ª nel trampolino lungo e 7ª nella gara a squadre. Non ha preso parte a rassegne olimpiche.

## Palmarès

### Mondiali juniores
- 1 medaglia:
  - 1 argento (gara a squadre mista a Schilpario/Lake Placid 2025)

### Coppa del Mondo
- Miglior piazzamento in classifica generale: 55ª nel 2023